# Poduromorfe
Poduromorfele (Poduromorpha) este un ordin de colembole, caracterizate prin forma alungită a corpului, segmentație vizibilă, cu segmente toracice și abdominale individualizate. Pronotul este bine dezvoltat și acoperit cu perișori.
Protoracele este liber, vizibil, individualizat și neacoperit cu mezotorace. Tegumentul este acoperit de regulă cu granule sau tuberculi. De regulă, pe corp se află peri, inclusiv pe protorace. Antenele sunt totdeauna scurte. Au culoare cenușie, violetă sau neagră, rareori albă. Posedă ochi și organ postantenal. Furca este redusă sau lipsește.

## Sistematica
Din acest ordin fac parte 6 suprafamilii, 11 familii, 321 de genuri și 3154 de specii.
- Suprafamilia Neanuroidea

- Familia Brachystomellidae – 130 specii
- Familia Neanuridae - 1350 specii
- Familia Odontellidae - 120 specii

- Suprafamilia Poduroidea

- Familia Poduridae - 4 specii

- Suprafamilia Hypogastruroidea

- Familia Hypogastruridae - 650 specii
- Familia Pachytullbergiidae -3 specii
- Familia Paleotullbergiidae -1 specie

- Suprafamilia Gulgastruroidea

- Familia Gulgastruridae -1 specie

- Suprafamilia Onychiuroidea

- Familia Onychiuridae - 530 specii
- Familia Tullbergiidae - 210 specii

- Suprafamilia Isotogastruroidea

- Familia Isotogastruridae - 5 specii